# Michael Cerveris
Michael Cerveris (Bethesda, 6 novembre 1960) è un attore, cantante e chitarrista statunitense.

## Biografia
Nato a Bethesda in Maryland da un padre professore di musica, Michael Cerveris (di origine italiana, Cerverizzo, originario di Teggiano (SA), città visitata dall'attore con la famiglia nel 2015) e madre ballerina, Marsha Laycock. I suoi genitori si erano conosciuti quando erano studenti alla Juilliard School. Michael passò la sua infanzia a Huntington e si diplomò nel 1979 alla Phillips Exeter Academy, mentre nel 1983 si laureò alla Yale University.
È noto per le sue interpretazioni in opere teatrali e cinematografiche. Ha recitato in molte rappresentazioni di Broadway, ottenendo anche ruoli importanti come Tommy in The Who's Tommy, il designer del Titanic Thomas Andrews in Titanic e John Wilkes Booth in Assassins. È inoltre stato il protagonista nella nuova produzione dell'opera di Stephen Sondheim Sweeney Todd, aperta a Broadway il 3 novembre 2005, al fianco di Patti LuPone. Questo revival gli consegnò la sua terza nomination ai Tony Awards, ed è stata recensita dal The New Yorker e dal The Wall Street Journal. La rappresentazione è stata chiusa il 3 settembre 2006.
In televisione il suo primo ruolo importante lo ottiene nel 1986 recitando nel ruolo di Ian Ware nella serie televisiva Saranno famosi. Ha partecipato come guest star in molte serie televisive, tra cui le più importanti sono 21 Jump Street, CSI: Scena del crimine e Law & Order: Criminal Intent.
Ha recitato nel ruolo dell'osservatore Settembre nella serie televisiva fantascientifica Fringe. Inoltre, partecipa anche alle riprese della quarta stagione della serie televisiva Gotham, interpretando Professor Pyg.
Ha recitato anche in alcuni film, tra cui The Mexican - Amore senza la sicura con Julia Roberts e James Gandolfini e Temptation accanto a Adam Pascal, Alice Ripley e Anika Noni Rose. Recentemente ha partecipato al film Aiuto vampiro nel ruolo di Mr. Tiny.
Nel 2018 recita in cameo nei panni dello scienziato criminale Elihas Starr, il padre di Ava, alias Ghost, nel film Ant-Man and the Wasp.
È stato il chitarrista di Bob Mould durante il tour dell'album The Last Dog And Pony Show. Una loro performance al Forum di Londra è stata registrata ed è venduta con il titolo BobMouldBand: LiveDog98.
Il suo album solista di debutto dal titolo Dog Eared, co-prodotto con Adam Lasus, è uscito nel 2004 e include partecipazioni di musicisti famosi come Norman Blake (Teenage Fanclub), Corin Tucker e Janet Weiss (Sleater-Kinney), Ken Stringfellow (Posies, R.E.M.), Steve Shelley (Sonic Youth), Kevin March (Guided by Voices), Anders Parker (Varnaline) e Laura Cantrell.

## Riconoscimenti
È stato candidato per ben sei volte ai Tony Awards durante la sua carriera:
1. 1993 - Miglior attore non protagonista in un musical per The Who's Tommy
2. 2004 - Miglior attore non protagonista in un musical per Assassins - Vinto
3. 2006 - Miglior attore protagonista in un musical per Sweeney Todd
4. 2007 - Miglior attore protagonista in un musical per LoveMusik
5. 2012 - Miglior attore non protagonista in un musical per Evita
6. 2015 - Miglior attore protagonista in un musical per Fun Home - Vinto

## Teatro

### Broadway
- The Who's Tommy (1993) - Tommy a 18-20 anni/Narratore
- Titanic: A New Musical (1997) - Thomas Andrews
- Assassins (2004) - John Wilkes Booth
- Sweeney Todd (2005) - Sweeney Todd
- LoveMusik (2007) - Kurt Weill
- Cymbeline (2007) - Posthumus
- Hedda Gabler (2009) - Jorgen Tesman
- In the Next Room (or The Vibrator Play) (2009) - Dr. Givings
- Evita (2012) - Peron
- Fun Home (2015) - Bruce

### West-End
- Hedwig and the Angry Inch (2000) - Hedwig

### Off-Broadway
- Macbeth (1983) - Malcolm
- Life Is A Dream (1984) - Astolfo
- The Games (1984) - Young Man
- Green Fields (1985) - Levi-Yitshok
- Total Eclipse (1985) - Rimbaud
- Blood Sports (1986) - Nick
- Abingdon Square (1986) - Frank
- Eastern Standard (1988) - Peter Kidde
- Hedwig and the Angry Inch (1998) - Hedwig
- Fifth of July (2003) - Kenneth Talley
- The Apple Tree (2005) - Snake
- Re Lear (2007) - Kent
- Road Show (2008) - Wilson Mizner
- Fun Home (2014) - Bruce

## Filmografia

### Cinema
- Tokyo Pop, regia di Fran Rubel Kuzui (1988)
- Steel and Lace, regia di Ernest Farino (1991)
- Rock 'n' Roll High School Forever, regia di Deborah Brock (1991)
- Strangers, regia di Danny Cannon (1991)
- A Woman, Her Men, and Her Futon, regia di Michael Sibay (1992)
- Lulu on the Bridge, regia di Paul Auster (1998)
- The Mexican - Amore senza la sicura (The Mexican), regia di Gore Verbinski (2001)
- Lunchtime Thomas, regia di Carrie Hamilton – cortometraggio (2001)
- Temptation, regia di Mark Tarlov (2004)
- Brief Interviews with Hideous Men, regia di John Krasinski (2009)
- Aiuto vampiro (Cirque du Freak: The Vampire's Assistant), regia di Paul Weitz (2009)
- Meskada, regia di Josh Sternfeld (2010)
- Stake Land, regia di Jim Mickle (2010)
- Leaving Circadia, regia di Evan Mathew Weinstein (2014)
- Detours, regia di Robert McCaskill (2016)
- Ant-Man and the Wasp, regia di Peyton Reed (2018)

### Televisione
- General Hospital – serial TV (1963)
- Doubletake – miniserie TV (1985)
- The Tracey Ullman Show – programma TV, episodio 1x07 (1987)
- Saranno famosi (Fame) – serie TV, 24 episodi (1986-1987)
- Una detective in gamba (Leg Work) – serie TV, episodio 1x03 (1987)
- Destini (Another World) – serial TV, 2 puntate (1988)
- Un giustiziere a New York (The Equalizer) – serie TV, episodi 3x19-4x20 (1988-1989)
- La legge di Bird (Gabriel's Fire) – serie TV, episodio 1x03 (1990)
- I quattro della scuola di polizia (21 Jump Street) – serie TV, episodio 5x02 (1990)
- In viaggio nel tempo (Quantum Leap) – serie TV, episodio 3x17 (1991)
- Dream On – serie TV, episodio 4x12 (1993)
- CSI - Scena del crimine (CSI: Crime Scene Investigation) – serie TV, episodio 1x23 (2001)
- The American Embassy – serie TV, 6 episodi (2002)
- Dr. Vegas – serie TV, episodio 1x06 (2004)
- Live from Lincoln Center – serie TV, episodio 30x01 (2005)
- Law & Order: Criminal Intent – serie TV, episodio 7x05 (2007)
- Stake Land: Origins – serie TV, episodio 1x03 (2011)
- Person of Interest – serie TV, episodio 1x05 (2011)
- Fringe – serie TV, 40 episodi (2008-2013)
- Treme – serie TV, 10 episodi (2011-2013)
- The Knick – serie TV, episodio 1x07 (2014)
- The Good Wife – serie TV, 10 episodi (2014-2015)
- The Tick – serie TV, 5 episodi (2017)
- Gotham – serie TV, 5 episodi (2017)
- Mosaic, regia di Steven Soderbergh – miniserie TV (2018)
- Elementary – serie TV, episodio 6x15 (2018)
- Madam Secretary – serie TV, episodi 3x09-5x12 (2016-2019)
- Mindhunter – serie TV, 6 episodi (2019)
- Prodigal Son – serie TV, episodio 1x01 (2019)
- The Blacklist – serie TV, episodi 7x08-7x09-7x10 (2019)
- Il complotto contro l'America (The Plot Against America), regia di Minkie Spiro e Thomas Schlamme – miniserie TV (2020)
- Regina del Sud (Queen of the South) – serie TV, episodio 5x05 (2021)
- Billions – serie TV, episodi 5x09-5x11 (2021)
- The Gilded Age – serie TV, 14 episodi (2022-2023)

## Discografia
- BobMouldBand: LiveDog98 (2002)
- Dog Eared (2004)

## Doppiatori italiani
Nelle versioni in italiano delle opere in cui ha recitato, Michael Cerveris è stato doppiato da:
- Gianluca Machelli in Mindhunter, Il complotto contro l'America, Billions
- Enrico Pallini in Fringe, Mosaic
- Riccardo Rossi in Saranno famosi
- Danilo De Girolamo CSI - Scena del crimine
- Paolo Marchese in Aiuto Vampiro
- Domenico Maugeri in Stake Land
- Gino Manfredi in The Knick
- Massimo Rossi in The Good Wife
- Stefano Benassi in The Tick
- Renato Cecchetto in Gotham
- Massimo De Ambrosis in The Blacklist
- Simone Leonardi in Regina del Sud
- Roberto Certomà in The Gilded Age